# Corispermum nitidum
Corispermum nitidum là loài thực vật có hoa thuộc họ Dền. Loài này được Kit. mô tả khoa học đầu tiên năm 1814.